# Vittorio Ghielmi

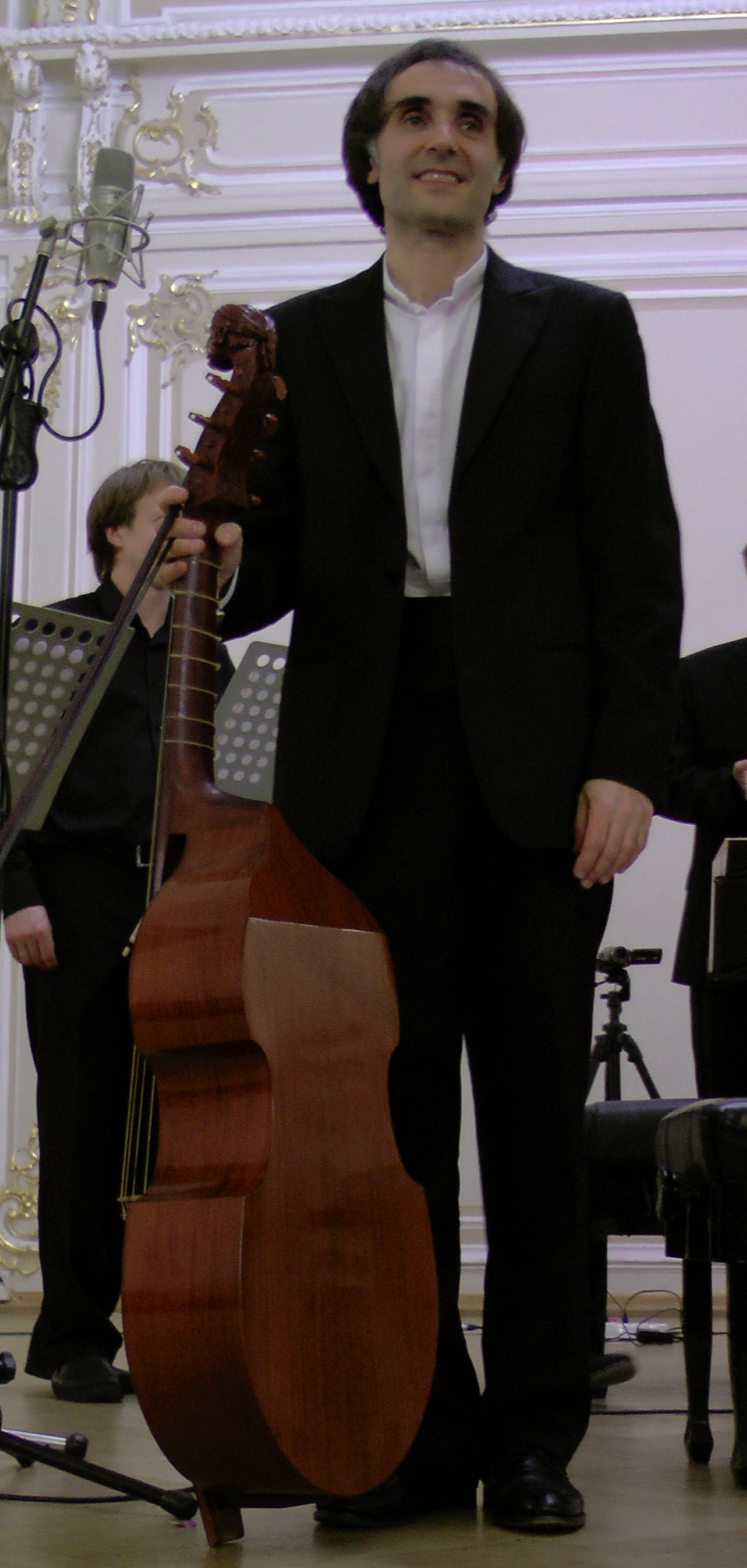
Vittorio Ghielmi in 2015

Vittorio Ghielmi (Milaan, 1968) is een Italiaans viola da gamba en klavecimbelspeler, dirigent en componist.

## Levensloop
Ghielmi begon zijn carrière met het winnen van twee prijzen:
- het Concorso Internazionale Romano Romanini voor strijkers, in Brescia in 1995
- de Erwin Bodky Award in Cambridge, Massachusetts USA in 1997.

Hij is docent aan het Conservatorium Luca Marenzio in Brescia. Hij geeft ook heel wat masterclasses in festivals en aan universiteiten. In het "Politecnico della cultura, delle arti e delle lingue" in Milaan organiseert hij studie- en concertcycli gewijd aan de oude instrumentale technieken. Zijn studies omtrent oude muziektradities die voortleven in sommige uithoeken van de wereld inspireerden hem nieuwe perspectieven voor het interpreteren van Europese oude muziek.
Als solist en als dirigent heeft Ghielmi samengewerkt met onder meer volgende orkesten: London Philharmonia, Los Angeles Philharmonic Orchestra in Bowl Hall Hollywood-Graun concerto, Wiener Philharmoniker, Il Giardino Armonico, Freiburger Baroque Orchestra. In duo met zijn broer Lorenzo Ghielmi of met Luca Pianca, trad hij op in de belangrijkste concertzalen in Europa, Japan en de VS (Musikverein Wien, Berliner Philharmonie Berlin, Casals Hall, Tokio, Concertgebouw Brugge). Hij trad ook vaak op om de wereldpremière te geven van nieuwe composities: van Kevin Volans in Teatro Regio di Torino; van Nadir Vassena in Berliner Philharmoniker Hall. In 2008 werd een compositie van Uri Caine die aan Ghielmi is opgedragen, een "concerto voor viola da gamba en orkest", voor het eerst uitgevoerd in het Concertgebouw Amsterdam.
Hij trad ook in duo op met Gustav Leonhardt, Christophe Coin, Viktoria Mullova, Giuliano Carmignola, Cecilia Bartoli, Enrico Onofri, etc.
Zijn eigen ensemble Il Suonar Parlante, bestaat enerzijds uit een viola da gamba kwartet (met Rodney Prada, Fahmi Alqhai, Cristiano Contadin) anderzijds uit een orkest. Met dit ensemble zoekt hij naar vernieuwing van het oude repertoire. Hij speelt ook met jazzmusici zoals Kenny Wheeler, Uri Caine, Jim Black, Don Byron, Markus Stockhausen, Nguyen Lê; met popzanger Vinicio Capossela; met flamenco star Carmen Linares, etc. Verschillende jazzcomponisten schreven voor hem en zijn ensemble nieuwe werken. Het ensemble werkt ook samen met traditionele Aziatische musici, zoals de Afghaanse virtuozen van "Ensemble Kaboul" (Khaled Arman).
In 2007 dirigeerde hij het door hem bedachte spektakel "Membra Jesu Nostri" met muziek van Dietrich Buxtehude. Hij werkte hiervoor met de Hollywoodiaanse filmmaker Marc Reshovsky en met het Zweedse koor "Rilke ensemblen" (G.Eriksson). Hij is ook de assistent van Riccardo Muti voor het Salzburg Sinksenfestival. 
In 2008 was hij jurylid voor het internationaal concours oude instrumenten, in het kader van het Festival Musica Antiqua in Brugge.

## Publicaties
- Ghielmi heeft studies gepubliceerd over uitgegeven en onuitgegeven muziek (Fuzeau, Minkoff, Ut Orpheus)
- Hij publiceerde de integrale van de concerti van Johann Gottlieb Graun voor Viola da Gamba
- Hij leidt het wetenschappelijk onderzoek van “Libroforte-Fine Music editions”.

## Discografie
- Bagpipes from Hell, 17de- en 18de-eeuwse muziek voor Viola da gamba, Lyra-viool, Luit en Ceterone. (Vittorio Ghielmi, Luca Pianca, 1999)
- Pièces de caractère, Werk van Marin Marais, Antoine Forqueray, Mouton, Dollé, Caix d'Hervelois, De Visée (Vittorio Ghielmi, Luca Pianca, 2002)
- Korte 17de-eeuwse verhalen voor viool (Vittorio Ghielmi)
- Duitse muziek voor luit en viool (Vittorio Ghielmi, Luca Pianca)
- Full of Colour (V. Ghielmi, E. Reijseger, Il Suonar Parlante)
- Johann Sebastian Bach, Prelude en koraal (Vittorio Ghielmi, Italian Viola da Gamba Quartet)
- Telemann, Kamermuziek met Viola Da Gamba (Ensemble Baroque de Limoges)
- Devil's Dream (Ghielmi, Pianca, Gibelli)
- Johann Sebastian Bach, Sonates, preludes en fuga's
- Villa Medici - Nata per la musica, Bern, Beschi, Caine
- Carl Philipp Emanuel Bach, Lieder zum singen bey dem Clavier
- Johann Gottlieb Graun, Konzertante Musik mit Viola da Gamba
- J. S. Bach, Sonates voor Viola da Gamba & Klavecimbel, Vittorio Ghielmi (viola da gamba), Lorenzo Ghielmi (fortepiano). (1998)
- C. P. E. Bach: Lieder - Zum singen bey dem clavier, Ursula Fiedler (Sopraan), Lorenzo Ghielmi (klavier), Vittorio Ghielmi (viola da gamba), Ars Musici, 1999
- Der Kastanienball,  Vittorio Ghielmi, Il Suonar Parlante (Prinzregenten Theater, München) (2004).
- Dalla Casa: Il Secondo Libro dei Madrigali, Il Terzo Suono Balconi, Dalla Casa, Fabris, Fagotto, Fedi
- Graun, Concerti, Marcel Ponseele, Il Gardellino Ensemble
- Graun, Concerti CPO
- Johann Sebastian Bach, Die Kunst der Fuge (2009)